# Phyllophaga conformis
Phyllophaga conformis är en skalbaggsart som beskrevs av Blanchard 1851. Phyllophaga conformis ingår i släktet Phyllophaga och familjen Melolonthidae. Inga underarter finns listade i Catalogue of Life.